# Nasalització
La nasalització és un fenomen fonètic que afecta tant a les vocals com a les consonants i que consisteix a articular el so deixant sortir alhora l'aire pel nas i per la boca. Hi ha sons que són sempre nasals, com [m], mentre que d'altres tenen una variant nasalitzada i una sense nasalitzar. La variant nasalitzada s'indica amb un diacrític ~ sobre el signe de l'AFI.
Hi ha llengües amb vocals nasals en contrast amb les seves corresponents vocals orals, com en francès, portuguès, bretó, polonès. En altres llengües, com el català, només hi ha vocals orals.